# Ludwig Rüger
Ludwig Rüger (* 10. August 1896 in Wittuna bei Pilsen; † 15. Mai 1955 in Heidelberg) war ein deutscher Paläontologe und Geologe.

## Leben
Rüger lebte seit seinem zehnten Lebensjahr in Deutschland und sprach ein bisschen Tschechisch. Rüger war der Sohn eines Bergbauingenieurs, machte 1914 an der Oberrealschule in Heidelberg sein Abitur und war dann Soldat im Ersten Weltkrieg, zuletzt als Wehrgeologe. Ab 1918 studierte er Geologie in Heidelberg und wurde 1921 promoviert und 1923 in Heidelberg habilitiert. Danach war er dort Assistent bei Wilhelm Salomon-Calvi und ab 1929 außerordentlicher Professor. 1934 wurde er  außerordentlicher Professor in Jena und 1944 ordentlicher Professor in Straßburg und kommissarischer Leiter des Geologischen Instituts. 1945 wurde er gegen seinen Willen von den US-Amerikanern aus Jena „evakuiert“. Ab 1946 war er Professor für Geologie und Paläontologie in Heidelberg. Er gründete 1946 zusammen mit Professor Ernst Becksmann in Heidelberg das Geologische Landesamt Nordbaden, dies ging 1957 im Geologischen Landesamt Baden-Württemberg auf.
1920 wurde er Mitglied der Deutschen Geologischen Gesellschaft und 1947 Mitglied der Heidelberger Akademie der Wissenschaften. Der Bayerischen Akademie der Wissenschaften gehörte er als korrespondierendes Mitglied an. Er war seit 1923 mit der promovierten Paläontologin Pauline Haas verheiratet, mit der er auch publizierte.

## Schriften
- Die Entstehung des Neckar-Mündungstrichters bei Heidelberg. Heidelberg: Winter 1922
- mit P. Rüger-Haas: Palaeosemaeostoma geryonides v. Huene sp., eine sessile Meduse aus dem Dogger von Wehingen in Württemberg und Medusina liasica nov. sp., eine coronatenähnliche Meduse aus dem mittleren Lias von Hechingen in Württemberg. Sitzungsberichte Heidelberger Akademie Wiss., Math-Naturwiss. Klasse, 1925, 15
- Die direkte gebirgsgetreue Übertragung der auf dem Universaldrehtisch gewonnenen Messungsergebnisse gebirgsorientierter Schliffe in das Diagramm. Sitzungsberichte Heidelberger Akademie Wiss., Math-Naturwiss. Klasse, 1927, 12
- Geologischer Führer durch Heidelbergs Umgebung: Odenwald, Bauland, Kraichgau, Rheinebene. Eine Einführung in die erdgeschichtliche Entwicklung der Heidelberger Landschaft. Heidelberg: Winter 1928. Digitalisat auf der Website der Universitätsbibliothek Heidelberg
- Einige Bemerkungen zur Darstellung tektonischer Elemente, insbesonders von Klüften und Harnischen. Sitzungsberichte Heidelberger Akademie Wiss., Math-Naturwiss. Klasse, 1928, 1
- Machairodus latidens Owen aus dem altdiluvialen Sanden von Mauer a. d. Elsenz. Sitzungsberichte Heidelberger Akademie Wiss., Math-Naturwiss. Klasse, 1929, 7
- Herausgeber: Geologie und Paläontologie. Wiesbaden: Dieterich 1948 (FIAT Review German Science, deutsche Ausgabe)
- Die Bodenschätze Großdeutschlands. Beck 1937, 2. Auflage 1939